# Aguls
Els aguls són un grup ètnic del Caucas, a la república de Daguestan de la Federació Russa. Segons el cens rus de 2002 el seu nombre és de 28.297 individus. Ètnicament, els aguls estan relacionats amb els lesguians. La seva llengua pròpia és l'agul, si bé utilitzen lesguià per comunicar-se amb els seus veïns i molts d'ells coneixen el rus. Hi ha quatre grups d'agul, distribuïts en quatre valls diferents: els Aguldere, els Kurakhdere, els Khushandere i els Khpyukdere.
La seva àrea d'assentament principal és la conca dels rius Tzuragtxakh i Kurakh a les muntanyes del sud del Daguestan. Aproximadament el 67% de aguls viuen al camp - en la majoria al raion d'Agulo, on representen més del 90% de la població. Altres zones residencials són els llogarets Stxamtxal, Tiubei les ciutats de Makhatxkala i Derbent. Sempre ha viscut de l'agricultura i la ramaderia, i últimament, del treball en la indústria